# シルベスターJr.
シルベスターJr.（シルベスター・ジュニア、Sylvester Jr.）は、ルーニー・テューンズのキャラクター。
父はシルベスター・キャット、叔父はトム・プッシー・キャット、孫はシルス・ベスター。

## 概要
彼は、見えみえの見栄（Pop 'Im Pop!）で初登場、後に12本の短編作品に登場している。
ジュニアは、シルベスター・キャットの3歳の息子である。
素直な性格の男の子で、シルベスターの嘘を信じ、父を尊敬している。彼は父親よりも優れている。
シルベスターJr.は、1960年のテレビ番組『バッグス・バニー・ショー』に初めてテレビに登場。
後に、シルベスター&トゥイーティー ミステリーにも登場し、映画スペース・ジャムにも登場。

## 声優
オリジナル版
- メル・ブランク（1950年 - 1986年）[2]
- ジョー・アラスカイ（2003年）
- ボブ・バーゲン（2018年 - ）

日本語版
- 不明 （バッグス・バニー・ショー）
- 堀絢子（バッグス・バニーとゆかいな仲間たち）
- 増山江威子(バックス・バニーのゆかいな仲間たち(一部の回のみ))
- 土井美加（バッグス・バニーのぶっちぎりステージ）
- くまいもとこ（現行吹き替え版）

## 登場している短編作品
- 見えみえの見栄（Pop 'im Pop!）
- お父さんの教育（Who's Kittens Who?)
- 笛吹きシルベスター（Too Hop to Handle）
- 暗闇にドッキリ（The Slap-Hoppy Mouse）
- ネコとして生きる道（Mouse-Taken Identity）
- 本当は腰抜け（Cat's Paw）
- 父ちゃんの意地（Goldimouse and the Three Cats）
- 父ちゃんをだませ!（Birds of a Father）
- 楽しいな!? 水族館（Fish and Slips）
- 親子でドンドン（Claws in the Lease）
- 病院へ行こうでの（Freudy Cat）